# Apollodor (Politiker aus Athen)
Apollodoros (altgriechisch Ἀπολλόδωρος Apollódōros; * 394/393 v. Chr.; † nach 343 v. Chr.), auch Apollodor, Sohn des Pasion, war ein athenischer Redner und Politiker in der Mitte des 4. Jahrhunderts v. Chr.
Apollodor war Anhänger und Parteigänger des Demosthenes und nach 370 v. Chr. einer der reichsten Bürger Athens. Zwischen 370 und 350 v. Chr. führte er langwierige Prozesse gegen Phormion, der Nachfolger seines Vaters in dessen Bankunternehmen und neuer Ehemann von dessen Frau (Apollodoros’ Mutter) war, um Erbschaftsfragen. Obwohl er sein Vermögen für die Ausrüstung von Trieren nutzte, 369, 362/60 sowie 356/355 v. Chr. Trierarch war und 352/351 v. Chr. als Choregos einen Sieg errang, konnte er nur begrenzten politischen Einfluss erlangen.
361/360 v. Chr. klagte der prozesslustige Apollodoros in einem Eisangelieprozess die Strategen Timomachos, Kallippos, Menon, Autokles und Timotheos wegen angeblichen Verrates an Miltokythes an, der Ausgang des Verfahrens ist unbekannt. 349/348 v. Chr. war Apollodoros Mitglied des Areopag und war an der Formulierung eines Probuleuma beteiligt, das sich 349 v. Chr. dafür aussprach, staatliche Überschüsse in Zukunft an die Kasse der Stratiotika und nicht mehr der Theorika zu leisten. Somit sollten die Rüstungen gegen Philipp II. von Makedonien unterstützt werden, der gegen Olynth Krieg führte, statt das Geld für die staatliche Finanzierung von Theateraufführungen zu verwenden. Obwohl die Volksversammlung ihre Zustimmung dazu gab, wurde Apollodor 348 v. Chr. von Stephanos wegen Gesetzwidrigkeiten angeklagt, was zur Aufhebung des Beschlusses und zur Verurteilung des Apollodoros zu einer Strafzahlung von einem Talent führte.
Wohl als Revanche klagte Apollodorus seinerseits zusammen mit Theomnestes gegen Stephanos und dessen Konkubine Neaira. Nach Ansicht der Kläger gab Stephanos zu Unrecht Kinder der Neaira als eigene und somit fälschlicherweise als Athener aus. Über den Ausgang des Verfahrens ist nichts bekannt.
Mehrere Reden, die fälschlicherweise unter dem Namen des Demosthenes überliefert sind, werden heute Apollodoros zugeschrieben (46, 49, 50, 52, 53, 59 und möglicherweise 47). Die Reden sind eine besonders wichtige Quelle für die Rechts-, Wirtschafts- und Sozialgeschichte.
Obwohl der patriotische Apollodoros ein Anhänger des Demosthenes war, scheint dieser laut Plutarch Apollodoros gegenüber nicht besonders vertrauensvoll gewesen zu sein. Nach Plutarch hatte nicht Apollodoros selbst, sondern Demosthenes die Reden für Apollodoros’ Auftritte vor Gericht geschrieben.
Quellen zu Apollodoros sind Athenaios und Pseudo-Demosthenes.